# Fort van Bornem

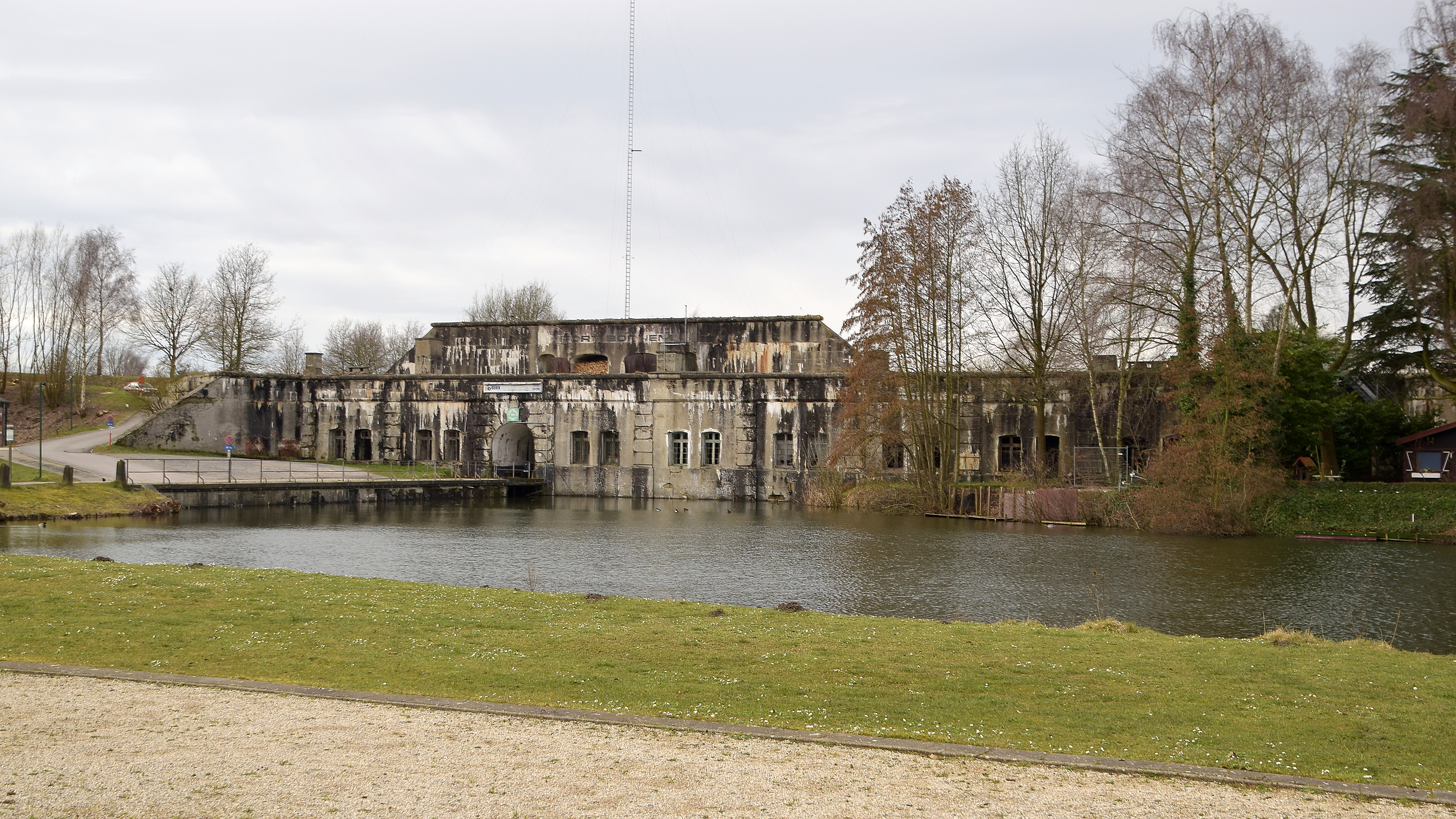

Het Fort van Bornem is een Belgisch Fort bij de gemeente Bornem. Het maakt deel uit van de derde fortengordel rond Antwerpen.

## Bouw
In 1906 werd er beslist om het fort te bouwen. Een kleine twee jaar later startten, als allerlaatste van de hele fortengordel, de werken. De reeds bestaande buitenforten rond Antwerpen werden gemoderniseerd en 11 nieuwe forten (onder meer Breendonk, Liezele en Bornem) en 12 nieuwe schansen (onder meer Puurs en Puurs-Kalfort) werden aangelegd.
Het fort werd gemaakt met ongewapend beton dat bestand is tegen artillerievuur met een kaliber van 27 cm. Op dat moment was het beton  het zwaarste belegeringsstuk dat door paarden vervoerd kon worden. Het is een pantserfort, voorzien van artillerie onder koepels: een koepel met twee 15 cm kanonnen , een koepel met een 12 cm houwitser, vier koepels met een 7,5 cm kanon – en zes koepels met een 5,7 cm kanon voor de nabije verdediging. Het betonnen pantserfort in Bornem, is het enige waarvan het trancé als een onregelmatige vierhoek gebouwd is, ook wel een “pseudo-gebastioneerd front” genaamd. Deze afwijkende en unieke vorm is deels het gevolg van de ligging ten opzichte van de Schelde.
Het onderschatte werk en de logge militaire administratie zorgen ervoor dat de forten nooit op het voorziene tijdschema kunnen afgewerkt worden. Tijdens de strenge winter van 1911-1912 lopen de werken nog extra vertragingen op. In de zomer van 1913 verhuisde de 18e Batterij vanuit het Fort 8 in Hoboken naar Bornem. De geschutskoepels waren op dat moment nog niet volledig geplaatst.

## Eerste Wereldoorlog
Op 23 december 1913 werd Adolph Rasquin aangesteld als de commandant van het fort. Hij had al vier jaar ervaring in een van de forten rondom Luik. Enkele maanden later, op 12 augustus 1914 werd Rasquin dood terug gevonden in de toegang naar de koepel van saillant III, naast hem lag zijn revolver en een afscheidsbrief. Hij pleegde zelfmoord. Na zijn dood werd Albert Jallay aangesteld als nieuwe commandant van het onafgewerkte fort.
In 1914 verbleven er in het fort van Bornem zo’n 300 soldaten, zij probeerden de spoorlijnen Mechelen-Terneuzen en Mechelen-Dendermonde en de Scheldebrug te bewaken. Het fort was samen met de Sint-Bernardus abdij in Bornem erg belangrijk tijdens oorlogsjaren. Via een telefoonlijn kreeg men in het fort instructies die gegeven werden vanop de abdijtoren. Toch bleef het fort nog een lange tijd onafgewerkt. Er ontbrak essentiële grondstoffen zoals ijzer en cement. Munitie werd dikwijls onvoldoende geleverd en ook de elektriciteit om de gevechtskoepels te laten draaien werkte niet. Het fort had een slechte afwatering, waardoor de vertrekken geregeld onder water liepen.
Tijdens de belegering zijn zware artillerieaanvallen het fort gespaard gebleven, maar er vonden wel andere incidenten plaats. Zo verdronk Joseph Busschots in de wal van het Fort en werd het mechanisme van de koepelbatterijen volledig vernield. Na verschillende aanvallen in de omgeving van Antwerpen, gaf het fort van Bornem zich op 10 oktober 1914 over.

## Periode 1920 - heden
Gedurende het Interbellum is het fort ingericht als infanteriesteunpunt, te verdedigen door een mitrailleur compagnie. Ook tijdens de Tweede Wereldoorlog vervulde het fort, na zijn snelle inname, vooral een logistieke taak.
Begin jaren 60 gaat het fort van militaire naar privéhanden. De privé-eigenaars dopen het prompt om tot vissersparadijs, een functie die het tot op heden nog steeds vervult. Hierbij was vooral de walgracht van het grootste belang. Dit manifesteerde zich in een snel verval van het Fort. Wildgroei, insijpeling van hemelwater en verstopping van afvoeren hebben het in zijn huidige erbarmelijke staat gebracht. Enkele honderden vleermuizen vinden er hun slaapplekje in winter.
De huidige eigenaars zijn bereid om samen met Studiegroep Fort Bornem vzw te trachten een deel van deze geschiedenis weer toegankelijk te maken voor het publiek.